# Luvsannamsrain Oyun-Erdene
Luvsannamsrain Oyun-Erdene (em mongol: Лувсаннамсрайн Оюун-Эрдэнэ; Ulã Bator, 29 de junho de 1980) é um político mongol que serviu como o 32.º primeiro-ministro da Mongólia entre 2021 e 2025. Foi eleito três vezes para a Grande Assembleia Estatal entre 2016 e 2025. Após perder um voto de desconfiança durante os protestos mongóis de 2025, Oyun-Erdene renunciou em 3 de junho e permanecerá como interino até que um substituto seja nomeado.
A Grande Assembleia Estatal reconduziu Oyun-Erdene ao cargo de primeiro-ministro em 5 de julho de 2024, após a vitória do Partido Popular Mongol em seu terceiro mandato consecutivo nas eleições parlamentares de 2024. Embora o partido tenha assegurado maioria parlamentar, Oyun-Erdene optou por formar um governo de "grande coligação" com partidos da oposição.
Como primeiro-ministro, Oyun-Erdene lançou a Nova Política de Recuperação após a pandemia de COVID-19, como parte do plano de desenvolvimento Visão 2050 da Mongólia. Ele também introduziu a E-Mongolia, uma plataforma de governo digital, além de propor emendas constitucionais para expandir o parlamento e adotar um sistema proporcional de membros mistos.
Antes de se tornar primeiro-ministro, Oyun-Erdene foi Ministro e Chefe do Secretariado do Gabinete do governo da Mongólia, de 2 de fevereiro de 2019 a 27 de janeiro de 2021.

## Educação e início de carreira
Oyun-Erdene formou-se com um mestrado em Administração Pública na Escola de Governo Kennedy da Universidade de Harvard em 2015.
Em 2016, foi eleito membro do Parlamento da Mongólia pelo distrito de Khentii. Liderou várias manifestações incluindo uma em 2018 que reuniu mais de 30 000 cidadãos em protesto contra a corrupção no governo.

## Chefe do Secretariado do Gabinete da Mongólia
Como Chefe do Secretariado do Gabinete da Mongólia em 2019, Oyun-Erdene contribuiu para a emenda da Constituição do país, que resultou no fortalecimento dos poderes do Primeiro Ministro.
Durante seu mandato nessa função, elaborou planos para um programa de cinco anos voltado à expansão da infraestrutura digital da Mongólia. A primeira iniciativa do programa foi o lançamento da E-Mongolia, uma plataforma online que oferece 182 serviços públicos diferentes aos cidadãos.

## Primeiro-ministro da Mongólia

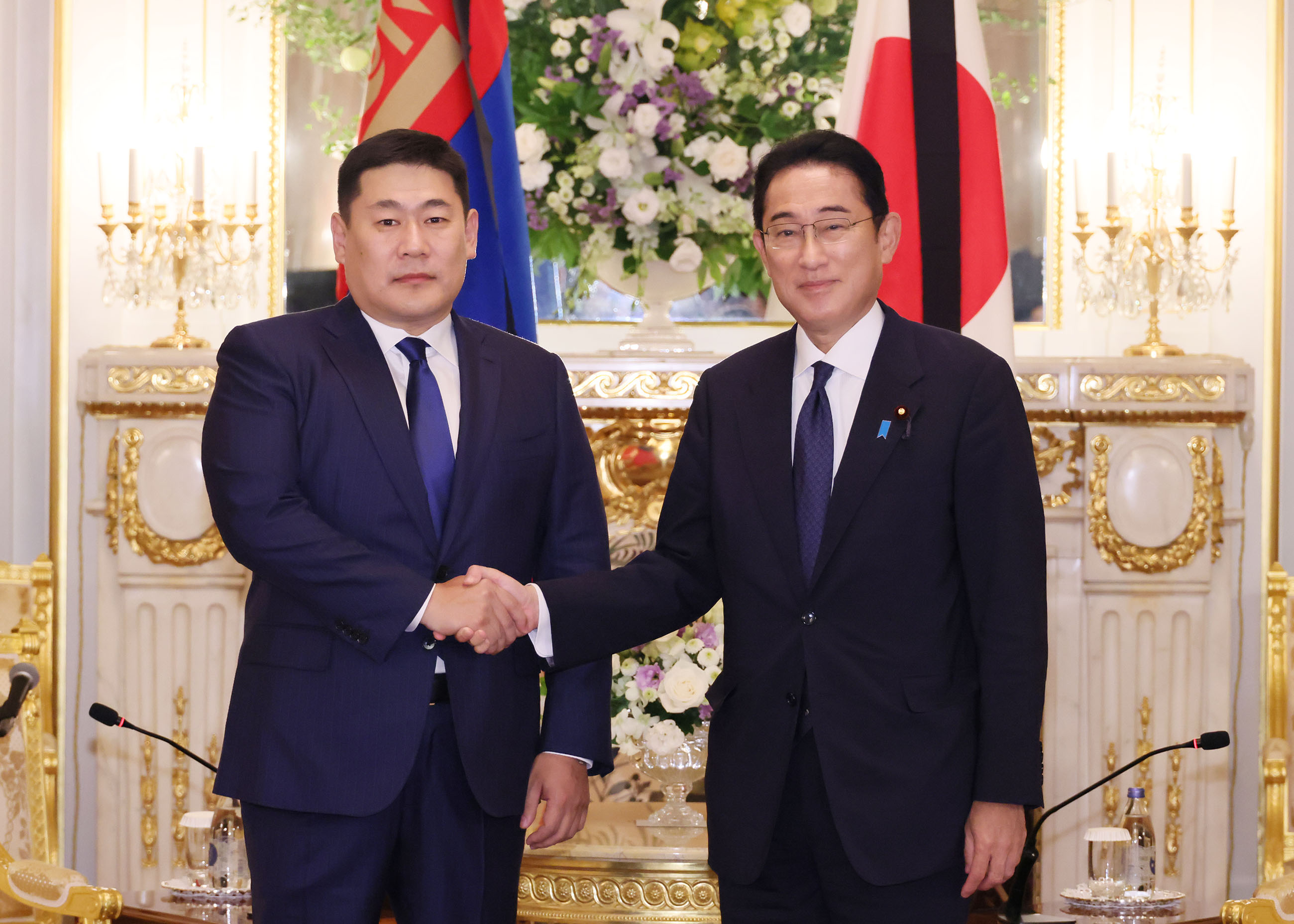
Luvsannamsrain Oyun-Erdene e o primeiro-ministro japonês Fumio Kishida em 28 de setembro de 2022

Luvsannamsrain Oyun-Erdene foi nomeado primeiro-ministro da Mongólia em 27 de janeiro de 2021. Reorganizou seu gabinete e nomeou novos ministros em 30 de agosto de 2022. As prioridades de seu governo incluem o aumento da independência energética da Mongólia, a ampliação dos laços internacionais do país, o apoio à expansão de longo prazo da economia mongol, a reforma do governo e o combate à corrupção. Foi reconduzido ao cargo em 5 de julho de 2024, após a vitória de seu partido em um terceiro mandato nas eleições parlamentares de 2024.

### Visão 2050 e Nova Política de Recuperação
Em dezembro de 2021, Oyun-Erdene lançou a Nova Política de Recuperação (ou Nova Política de Reavivamento) como parte do programa Visão 2050 da Mongólia. A iniciativa tem como foco a diversificação da economia, a recuperação do país após a pandemia da COVID-19 e o fomento do desenvolvimento de longo prazo. A política está estruturada em seis pilares, cada um voltado à superação das restrições econômicas existentes e à promoção do crescimento nas seguintes áreas: portos fronteiriços, energia, industrialização, desenvolvimento urbano e rural, desenvolvimento sustentável e eficiência estatal.
Como resultado do início da implementação da Nova Política de Recuperação, a economia mongol cresceu 4% em 2022, superando a previsão de 2,6%. O défice orçamentário do país foi reduzido em 60%, impulsionado pelo aumento das exportações. Em dezembro de 2022, o governo anunciou a quitação do "título Chinggis", no valor de 1,5 bilhão de dólares americanos, um marco importante na estratégia de gestão da dívida a longo prazo. Em 2023, o Banco Europeu para a Reconstrução e o Desenvolvimento previu um crescimento econômico de 7,2% para 2023 e de 7,5% para 2024.
Dentro do escopo da Nova Política de Recuperação, a Mongólia concluiu a construção da ligação ferroviária Zuunbayan–Khangi, inaugurada em novembro de 2022, e iniciou a edificação da Nova Zona de Assentamento do Vale de Khushigt. Outros projetos finalizados em 2022 incluem o sistema de armazenamento de carga da usina solar térmica de Borkh, em Uliastai, e o sistema híbrido da usina solar térmica em Altai soum.
Em fevereiro de 2025, Oyun-Erdene anunciou também um acordo para a construção da passagem ferroviária Gashuunsukhait–Gantsmod, anteriormente afetada por atrasos significativos nas negociações. Espera-se que a nova travessia aumente a capacidade de exportação de carvão da Mongólia em 30 milhões de toneladas.

### Turismo
Em 29 de novembro de 2022, o Governo da Mongólia revelou um importante pacote de medidas para promover o país como um destino turístico em crescimento. Isso incluiu o lançamento da campanha "Bem-vindo à Mongólia" pelo governo, bem como a designação de 2023 a 2025 como os "Anos para Visitar a Mongólia". O objetivo da campanha é incentivar viajantes estrangeiros a visitar a Mongólia tanto para lazer quanto para turismo. As reformas do Governo estão centradas na abertura de mais rotas de viagem, na modernização do sistema de vistos da Mongólia e na redução do custo dos voos para o país. Em junho de 2022, a Mongólia começou a permitir que os sul-coreanos entrassem e permanecessem sem visto por até 90 dias. Em Janeiro de 2023, os cidadãos de 34 países ficaram isentos da obrigação de visto para quem viajasse para a Mongólia para fins turísticos. Em agosto de 2023, durante a visita de Oyun-Erdene aos Estados Unidos, o primeiro-ministro se encontrou com a vice-presidente Kamala Harris e realizou uma coletiva de imprensa conjunta. Durante a visita, foi anunciado que haveria voos directos entre os EUA e a Mongólia a partir de 2024.

### Política de digitalização
Em dezembro de 2022, o governo de Oyun-Erdene lançou seu novo portal de compras online, Mindgolia, para impulsionar o setor de tecnologia do país e fazer a transição da economia do país "da mineração para a mente". O site permite que as empresas pesquisem produtos por categoria de software, vejam avaliações e escolham produtos e serviços observando as avaliações de outras pessoas sobre eles. Em abril de 2023, a Oyun-Erdene lançou a plataforma online E-Business para ajudar as empresas a iniciar e a crescer mais facilmente, reduzindo a burocracia e os tempos de espera ao simplificar as trocas entre o governo e as empresas. No Fórum Económico da Mongólia, em Julho de 2023, o Governo anunciou um acordo com a SpaceX e a Starlink para lançar uma nova era de conectividade à Internet de alta velocidade. A Mongólia agora tem duas licenças para a SpaceX operar como provedora de internet na Mongólia usando satélites de órbita baixa. Em agosto de 2023, durante a visita oficial de Oyun-Erdene aos Estados Unidos, foi anunciado que o Google faria uma parceria com a Mongólia para melhorar as competências digitais dos professores e jovens mongóis, incluindo o fornecimento de 20.000 Chromebooks às escolas.

### Mineração
Em 13 de março de 2023, o primeiro-ministro juntou-se ao CEO da Rio Tinto, Jakob Stausholm, 1,3 quilômetros (0,81 mi) subterrâneo para celebrar o início da produção subterrânea na mina de cobre Oyu Tolgoi no deserto de Gobi . Uma parceria entre a Rio Tinto e a Mongólia, a mina a céu aberto e o concentrador de Oyu Tolgoi estão em operação desde 2011. A força de trabalho da Oyu Tolgoi é atualmente de cerca de 20.000 pessoas, das quais 97% são mongóis. A Oyu Tolgoi trabalha com mais de 500 fornecedores nacionais e gastou cerca de 15 mil milhões de dólares na Mongólia desde 2010, incluindo 4 mil milhões de dólares em impostos, taxas e outros pagamentos ao orçamento do Estado. Segundo a Rio Tinto, espera-se que Oyu Tolgoi produza uma média de 500.000 toneladas de cobre por ano entre 2028 e 2036 a céu aberto e no subsolo, o que seria suficiente para produzir cerca de 6 milhões de veículos elétricos por ano, e uma média de perto de 290.000 toneladas ao longo da vida útil da reserva de cerca de 30 anos.
Em seu discurso na cerimônia de posse, o Primeiro-Ministro afirmou: "Tenho orgulho de celebrar este importante marco com nossa parceira Rio Tinto, enquanto almejamos que a Mongólia se torne uma das principais produtoras de cobre do mundo. O início da produção subterrânea em Oyu Tolgoi demonstra nossa capacidade de trabalhar em conjunto com investidores de forma sustentável e nos tornarmos um parceiro confiável. A próxima fase da parceria permitirá a implementação contínua e bem-sucedida da Nova Política de Recuperação da Mongólia e da estratégia de diversificação econômica Visão 2050. A Mongólia está pronta para trabalhar de forma ativa e mutuamente benéfica com investidores e parceiros globais.
Em dezembro de 2024, a Oyun-Erdene anunciou um acordo de mineração de urânio de US$ 1,6 bilhão com a empresa francesa Orano, que foi ratificado pelo Parlamento em janeiro. A produção deverá começar em 2028, com um pico de produção previsto de 2.600 toneladas métricas de urânio até 2044.
Sob a iniciativa do Primeiro Ministro Oyun-Erdene, o novo Fundo de Riqueza Natural foi criado em 2024. Pretende canalizar as receitas dos recursos naturais para investimentos que possam ajudar a Mongólia a diversificar a sua dependência do sector mineiro.

### Anticorrupção
Oyun-Erdene cultivou uma reputação como um líder reformista que procurava desafiar interesses entrincheirados nos sectores mineiro e bancário.
Durante os protestos mongóis de dezembro de 2022, milhares protestaram na capital da Mongólia contra a alegada corrupção na indústria do carvão da Mongólia e a inflação. Como parte do pilar da Nova Política de Recuperação para combater a corrupção e à luz desses protestos, o Primeiro Ministro apresentou uma iniciativa para mudar a governança da Erdenes Tavan Tolgoi JSC (ETT), tornando a empresa pública. O objectivo era melhorar a transparência no sector mineiro. O Primeiro-Ministro também instaurou uma investigação de seis meses sobre o ETT. Em Janeiro de 2023, a Mongólia tomou novas medidas para reprimir a corrupção, ao aprovar a Lei da Bolsa de Mercadorias, que exige que as empresas estatais comercializem mercadorias de exportação numa nova bolsa de mercadorias mineiras.
Em Janeiro de 2023, a autoridade anticorrupção da Mongólia anunciou que mais de 30 funcionários, incluindo o director executivo da Erdenes Tavan Tolgoi, estavam a ser investigados por peculato. Em maio, o Parlamento Mongol aprovou emendas constitucionais para ampliar o corpo legislativo de 76 para 126 membros e adotar um sistema eleitoral mais proporcional para as eleições de 2024. Oyun-Erdene afirmou que o sistema proporcional impediria que o governo fosse usado para ganho privado. Em julho de 2023, a Mongólia tornou-se o primeiro país da APAC a implementar todas as 40 recomendações da Força-Tarefa de Ação Financeira e o quinto a nível mundial.

### Relações Exteriores

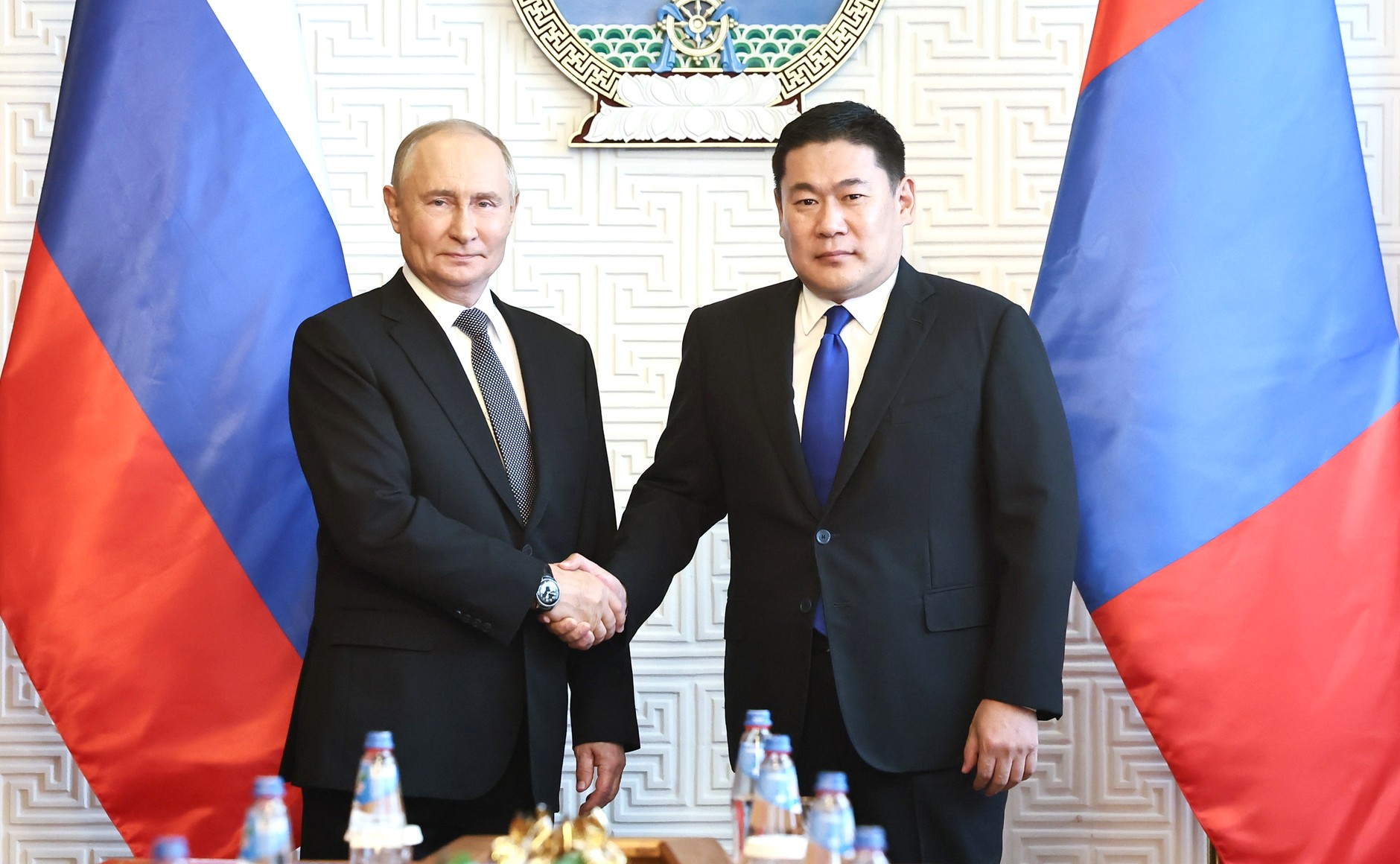
Oyun-Erdene com o presidente russo Vladimir Putin em Ulaanbaatar em 3 de setembro de 2024

Em janeiro de 2024, a Mongólia declarou que pretende instituir uma cimeira onde a Mongólia, a China e a Rússia possam desenvolver ainda mais oportunidades económicas, incluindo o Corredor Económico China-Mongólia-Rússia, um dos seis principais corredores terrestres da Iniciativa Cinturão e Rota . No mesmo mês, Oyun-Erdene descreveu as relações entre a Mongólia e a China como estando no seu nível mais elevado e descreveu os dois países como estando a trabalhar no sentido de uma parceria estratégica abrangente. O primeiro-ministro Oyun-Erdene visitou a Casa Branca e encontrou-se com a vice-presidente Kamala Harris.

### Protestos e renúncia de 2025
A frustração pública foi provocada por postagens nas redes sociais feitas pela noiva de Temuulen Luvsannamsrai, filho de 23 anos do primeiro-ministro, que incluíam bolsas de luxo, um anel de luxo e uma Mercedes-Benz. As imagens provocaram alegações de que a família Oyun-Erdene estava se beneficiando de uma riqueza que excedia em muito os recursos de um funcionário público, intensificando preocupações de longa data sobre corrupção e concentração de riqueza na economia rica em recursos da Mongólia. Uma petição exigindo a sua demissão reuniu mais de 59.000 assinaturas. Oyun-Erdene submeteu-se a uma investigação pela Autoridade Independente Contra a Corrupção, mas fez poucas declarações públicas sobre a controvérsia.
Pequenos mas sustentados protestos começaram em meados de Maio de 2025, com jovens mongóis reunidos na Praça Sukhbaatar, em Ulaanbaatar, para pedir a demissão do primeiro-ministro. Os manifestantes expressaram frustração com as alegações de corrupção, além de queixas mais amplas relacionadas à desigualdade e à corrupção governamental. Eles exigiram que Oyun-Erdene revelasse publicamente as suas fontes de rendimento e fornecesse uma explicação para o financiamento das despesas declaradas. Em 21 de Maio, o Partido Popular Mongol expulsou o Partido Democrático da coligação governante, citando o apoio público dos seus membros às manifestações, dissolvendo efectivamente o governo de coligação menos de um ano após a sua formação.
Oyun-Erdene renunciou em 3 de junho após perder um voto de desconfiança, com 44 membros da Grande Assembleia Estatal apoiando-o, dos 64 necessários. Trinta e seis se opuseram a ele, enquanto os 42 restantes não votaram. Ele permanecerá no cargo como interino até que um novo primeiro-ministro seja nomeado dentro de 30 dias.